# Čerenčany
Čerenčany este o comună slovacă, aflată în districtul Rimavská Sobota din regiunea Banská Bystrica, pe malul râului Rimava⁠(d). Localitatea se află la altitudinea de 215 m deasupra n.m., se întinde pe o suprafață de 5,06 km2 și în 2017 număra 560 de locuitori.

## Istoric
Localitatea Čerenčany este atestată documentar din 1334.

## Demografie
| An:                | 1994 | 2004   | 2014    | 2024   |
| ------------------ | ---- | ------ | ------- | ------ |
| Număr de persoane: | 454  | 486    | 555     | 532    |
| Diferență:         |      | +7,04% | +14,19% | −4,14% |

| An:                | 2023 | 2024   |
| ------------------ | ---- | ------ |
| Număr de persoane: | 537  | 532    |
| Diferență:         |      | −0,93% |